# Odysseas Vlachodīmos
Odysseas Vlachodīmos (in greco Οδυσσέας Βλαχοδήμος; Stoccarda, 26 aprile 1994) è un calciatore greco con cittadinanza tedesca, portiere del Siviglia, in prestito dal Newcastle Utd, e della nazionale greca.

## Caratteristiche tecniche
Ai tempi delle giovanili è stato reputato tra i migliori portieri d'Europa della propria generazione, Vlachodīmos para usando bene la respinta che accompagna con la sua prontezza di riflessi, si butta sulla palla con decisione anche parando i tiri più forti e dalla lunga distanza, compresi anche i calci di punizione. Dotato di un 
ottimo atletismo e di una buona tecnica individuale, è abile nel parare pure i rigori.

## Carriera

### Club

#### Stoccarda e Panathīnaïkos
Cresciuto nel vivaio dello Stoccarda, solo nel 2015 ha potuto giocare in prima squadra nella Bundesliga, in sole tre partite finite con delle sconfitte, contro l'Eintracht Francoforte (4-1), l'Hertha Berlino (2-1) e l'Augusta (4-0). l'Heidenheim. Nella prima partita contro l'Eintracht Francoforte è subentrato a Przemysław Tytoń, dopo che il giocatore polacco aveva rimediato un'espulsione per fallo da calcio di rigore. Tuttavia non riuscirà a pararlo.
Si trasferisce in Grecia giocando per il Panathīnaïkos diventando subito portiere titolare, esordisce il 3 aprile 2016 nella vittoria per 3-2 contro il Veria. Vlachodīmos il 17 maggio 2017 subisce la sua prima espulsione, giocando contro il PAOK subendo un cartellino rosso al 20º minuto di gioco, la squadra in svantaggio numerico perde per 3-0.

#### Benfica
Nel 2018 passa a titolo definitivo ai portoghesi del Benfica. Vince l'edizione 2018-2019 del campionato portoghese dove Vlachodīmos gioca tutte le poartite da titolare, nel successo per 4-2 contro lo Sporting Lisbona viene espulso nei minuti finali della partita, sempre contro lo Sporting Lisbona, Vlachodīmos conquista la Supercoppa del Portogallo nella schiacciante vittoria per 5-0. Vince anche l'edizione 2022-2023 della Primeira Liga, dove Vlachodīmos in 21 partite riesce a non subire reti, infine gioca anche la Supercoppa del Portogallo, l'edizione 2023 battendo il Porto per 2-0.

#### Nottingham Forest, Newcastle Utd e Siviglia
Il 1º settembre 2023 viene acquistato dal Nottingham Forest. Esordisce in Premier League nella vittoria per 2-0 contro l'Aston Villa, l'unica vittoria con la squadra oltre al successo per 3-2 ai danni del Blackpool in FA Cup. In tutto Vlachodīmos gioca solo sette partite con il Nottingham Forest.
Il 1º luglio 2024 passa a titolo definitivo al Newcastle Utd. Debutta contro l'AFC Wimbledon nel secondo tempo sostituendo Martin Dúbravka il quale si era infortunato, vincendo per 1-0
Il 12 agosto 2025 si trasferisce in prestito al Siviglia, in Primera División.

### Nazionale
Viene convocato da tutte le nazionali giovanili tedesche, con l'Under-17 vince l'argento nel campionato europeo di categoria, giocando come titolare, anche nella finale persa per 5-2 contro i Paesi Bassi. Gioca anche al mondiale giovanile in tutte e sette le partite, durante la fase a girone la Germania conquista tre vittorie consecutive, Vlachodīmos subisce un solo gol, nel successo per 6-1 contro l'Ecuador, poi negli ottavi di finale vince per 4-0 contro gli Stati Uniti e poi batte l'Inghilterra per 3-2, stesso risultato della semifinale persa contro il Messico, tuttavia la Germania vince il bronzo sconfiggendo per 4-3 il Brasile.
Vlachodīmos decide di rappresentate la nazionale delle sue origini, ovvero la Grecia (dopo aver dichiarato espressamente di volerla rappresentare nell'ottobre 2018), con cui debutta alla prima occasione utile il 15 novembre 2018 nella sfida di Nations League vinta per 1-0 contro la Finlandia. La sua prima sconfitta la subisce l'11 giugno 2019 contro l'Armenia che inaspettatamente vince per 3-2.
La Grecia non riesce a qualificarsi per la Coppa del Mondo 2022, Vlachodīmos durante le qualificazioni vince solo due partite, prima contro la Svezia per 2-1 e poi contro la Georgia per 2-0. La Grecia manca anche la qualificazione per l'Europeo 2024 dove Vlachodīmos gioca la partita decisiva contro la Georgia persa 4-2 ai rigori, infatti sono i giorgiani a qualificarsi per l'Europeo.

## Statistiche

### Presenze e reti nei club
Statistiche aggiornate al 12 agosto 2025.
| Stagione             | Squadra              | Campionato           | Campionato | Campionato | Coppe nazionali | Coppe nazionali | Coppe nazionali | Coppe continentali | Coppe continentali | Coppe continentali | Altre coppe | Altre coppe | Altre coppe | Totale | Totale |
| Stagione             | Squadra              | Comp                 | Pres       | Reti       | Comp            | Pres            | Reti            | Comp               | Pres               | Reti               | Comp        | Pres        | Reti        | Pres   | Reti   |
| -------------------- | -------------------- | -------------------- | ---------- | ---------- | --------------- | --------------- | --------------- | ------------------ | ------------------ | ------------------ | ----------- | ----------- | ----------- | ------ | ------ |
| 2011-2012            | Stoccarda II         | DL                   | 2          | -3         | -               | -               | -               | -                  | -                  | -                  | -           | -           | -           | 2      | -3     |
| 2012-2013            | Stoccarda II         | DL                   | 12         | -16        | -               | -               | -               | -                  | -                  | -                  | -           | -           | -           | 12     | -16    |
| 2013-2014            | Stoccarda II         | DL                   | 23         | -28        | -               | -               | -               | -                  | -                  | -                  | -           | -           | -           | 23     | -28    |
| 2014-2015            | Stoccarda II         | DL                   | 31         | -49        | -               | -               | -               | -                  | -                  | -                  | -           | -           | -           | 31     | -49    |
| Totale Stoccarda II  | Totale Stoccarda II  | Totale Stoccarda II  | 68         | -96        |                 | -               | -               |                    | -                  | -                  |             | -           | -           | 68     | -96    |
| 2015-gen. 2016       | Stoccarda            | BL                   | 3          | -8         | CG              | 0               | 0               | -                  | -                  | -                  | -           | -           | -           | 3      | -8     |
| gen.-giu. 2016       | Panathīnaïkos        | SL                   | 1          | -2         | CG              | 0               | 0               | -                  | -                  | -                  | -           | -           | -           | 1      | -2     |
| 2016-2017            | Panathīnaïkos        | SL                   | 21+5       | -9 + -3    | CG              | 5               | -4              | UEL                | 0                  | 0                  | -           | -           | -           | 31     | -16    |
| 2017-2018            | Panathīnaïkos        | SL                   | 25         | -21        | CG              | 2               | -1              | UEL                | 4                  | -5                 | -           | -           | -           | 31     | -27    |
| Totale Panathīnaïkos | Totale Panathīnaïkos | Totale Panathīnaïkos | 52         | -35        |                 | 7               | -5              |                    | 4                  | -5                 |             | -           | -           | 63     | -45    |
| 2018-2019            | Benfica              | PL                   | 34         | -30        | CP+CdL          | 0               | 0               | UCL+UEL            | 10+6               | -14 + -6           | -           | -           | -           | 50     | -50    |
| 2019-2020            | Benfica              | PL                   | 33         | -26        | CP+CdL          | 3+0             | -5              | UCL+UEL            | 6+2                | -11 + -5           | SP          | 1           | 0           | 45     | -47    |
| 2020-2021            | Benfica              | PL                   | 18         | -16        | CP+CdL          | 2+0             | -2              | UCL+UEL            | 1+4                | -2 + -5            | SP          | 1           | -2          | 26     | -27    |
| 2021-2022            | Benfica              | PL                   | 32         | -30        | CP+CdL          | 0+2             | -3              | UCL                | 14                 | -18                | -           | -           | -           | 48     | -51    |
| 2022-2023            | Benfica              | PL                   | 34         | -20        | CP+CdL          | 3+3             | -1 + -3         | UCL                | 14                 | -15                | -           | -           | -           | 54     | -39    |
| ago.-set. 2023       | Benfica              | PL                   | 1          | -3         | CP+CdL          | 0               | 0               | UCL                | 0                  | 0                  | SP          | 1           | 0           | 2      | -3     |
| Totale Benfica       | Totale Benfica       | Totale Benfica       | 152        | -125       |                 | 13              | -14             |                    | 57                 | -76                |             | 3           | -2          | 225    | -217   |
| set. 2023-2024       | Nottingham Forest    | PL                   | 5          | -12        | FACup+CdL       | 2+0             | -4              | -                  | -                  | -                  | -           | -           | -           | 7      | -16    |
| 2024-2025            | Newcastle Utd        | PL                   | 0          | 0          | FACup+CdL       | 0+1             | 0               | -                  | -                  | -                  | -           | -           | -           | 1      | 0      |
| 2025-2026            | Siviglia             | PD                   | -          | -          | CR              | -               | -               | -                  | -                  | -                  | -           | -           | -           | -      | -      |
| Totale carriera      | Totale carriera      | Totale carriera      | 280        | -276       |                 | 23              | -23             |                    | 61                 | -81                |             | 3           | -2          | 367    | -382   |

### Cronologia presenze e reti in nazionale
| Cronologia completa delle presenze e delle reti in nazionale ― Grecia | Cronologia completa delle presenze e delle reti in nazionale ― Grecia | Cronologia completa delle presenze e delle reti in nazionale ― Grecia | Cronologia completa delle presenze e delle reti in nazionale ― Grecia | Cronologia completa delle presenze e delle reti in nazionale ― Grecia | Cronologia completa delle presenze e delle reti in nazionale ― Grecia | Cronologia completa delle presenze e delle reti in nazionale ― Grecia | Cronologia completa delle presenze e delle reti in nazionale ― Grecia |
| Data                                                                  | Città                                                                 | In casa                                                               | Risultato                                                             | Ospiti                                                                | Competizione                                                          | Reti                                                                  | Note                                                                  |
| --------------------------------------------------------------------- | --------------------------------------------------------------------- | --------------------------------------------------------------------- | --------------------------------------------------------------------- | --------------------------------------------------------------------- | --------------------------------------------------------------------- | --------------------------------------------------------------------- | --------------------------------------------------------------------- |
| 15-11-2018                                                            | Atene                                                                 | Grecia                                                                | 1 – 0                                                                 | Finlandia                                                             | UEFA Nations League 2018-2019 - 1º turno                              | -                                                                     |                                                                       |
| 23-3-2019                                                             | Vaduz                                                                 | Liechtenstein                                                         | 0 – 2                                                                 | Grecia                                                                | Qual. Euro 2020                                                       | -                                                                     |                                                                       |
| 26-3-2019                                                             | Zenica                                                                | Bosnia ed Erzegovina                                                  | 2 – 2                                                                 | Grecia                                                                | Qual. Euro 2020                                                       | -2                                                                    |                                                                       |
| 11-6-2019                                                             | Atene                                                                 | Grecia                                                                | 2 – 3                                                                 | Armenia                                                               | Qual. Euro 2020                                                       | -3                                                                    |                                                                       |
| 15-11-2019                                                            | Erevan                                                                | Armenia                                                               | 0 – 1                                                                 | Grecia                                                                | Qual. Euro 2020                                                       | -                                                                     |                                                                       |
| 18-11-2019                                                            | Atene                                                                 | Grecia                                                                | 2 – 1                                                                 | Bosnia ed Erzegovina                                                  | Qual. Euro 2020                                                       | -1                                                                    |                                                                       |
| 11-10-2020                                                            | Amarousio                                                             | Grecia                                                                | 2 – 0                                                                 | Moldavia                                                              | UEFA Nations League 2020-2021 - 1º turno                              | -                                                                     |                                                                       |
| 14-10-2020                                                            | Amarousio                                                             | Grecia                                                                | 0 – 0                                                                 | Kosovo                                                                | UEFA Nations League 2020-2021 - 1º turno                              | -                                                                     |                                                                       |
| 15-11-2020                                                            | Chișinău                                                              | Moldavia                                                              | 0 – 2                                                                 | Grecia                                                                | UEFA Nations League 2020-2021 - 1º turno                              | -                                                                     |                                                                       |
| 18-11-2020                                                            | Atene                                                                 | Grecia                                                                | 0 – 0                                                                 | Slovenia                                                              | UEFA Nations League 2020-2021 - 1º turno                              | -                                                                     |                                                                       |
| 25-3-2021                                                             | Granada                                                               | Spagna                                                                | 1 – 1                                                                 | Grecia                                                                | Qual. Mondiali 2022                                                   | -1                                                                    |                                                                       |
| 31-3-2021                                                             | Salonicco                                                             | Grecia                                                                | 1 – 1                                                                 | Georgia                                                               | Qual. Mondiali 2022                                                   | -1                                                                    |                                                                       |
| 3-6-2021                                                              | Bruxelles                                                             | Belgio                                                                | 1 – 1                                                                 | Grecia                                                                | Amichevole                                                            | -1                                                                    |                                                                       |
| 6-6-2021                                                              | Malaga                                                                | Norvegia                                                              | 1 – 2                                                                 | Grecia                                                                | Amichevole                                                            | -1                                                                    |                                                                       |
| 1-9-2021                                                              | Basilea                                                               | Svizzera                                                              | 2 – 1                                                                 | Grecia                                                                | Amichevole                                                            | -2                                                                    |                                                                       |
| 5-9-2021                                                              | Pristina                                                              | Kosovo                                                                | 1 – 1                                                                 | Grecia                                                                | Qual. Mondiali 2022                                                   | -1                                                                    | 87’                                                                   |
| 8-9-2021                                                              | Atene                                                                 | Grecia                                                                | 2 – 1                                                                 | Svezia                                                                | Qual. Mondiali 2022                                                   | -1                                                                    |                                                                       |
| 9-10-2021                                                             | Batumi                                                                | Georgia                                                               | 0 – 2                                                                 | Grecia                                                                | Qual. Mondiali 2022                                                   | -                                                                     |                                                                       |
| 12-10-2021                                                            | Solna                                                                 | Svezia                                                                | 2 – 0                                                                 | Grecia                                                                | Qual. Mondiali 2022                                                   | -2                                                                    |                                                                       |
| 11-11-2021                                                            | Atene                                                                 | Grecia                                                                | 0 – 1                                                                 | Spagna                                                                | Qual. Mondiali 2022                                                   | -1                                                                    |                                                                       |
| 14-11-2021                                                            | Amarousio                                                             | Grecia                                                                | 1 – 1                                                                 | Kosovo                                                                | Qual. Mondiali 2022                                                   | -1                                                                    |                                                                       |
| 25-3-2022                                                             | Bucarest                                                              | Romania                                                               | 0 – 1                                                                 | Grecia                                                                | Amichevole                                                            | -                                                                     |                                                                       |
| 28-3-2022                                                             | Podgorica                                                             | Montenegro                                                            | 1 – 0                                                                 | Grecia                                                                | Amichevole                                                            | -1                                                                    |                                                                       |
| 2-6-2022                                                              | Belfast                                                               | Irlanda del Nord                                                      | 0 – 1                                                                 | Grecia                                                                | UEFA Nations League 2022-2023 - 1º turno                              | -                                                                     |                                                                       |
| 5-6-2022                                                              | Pristina                                                              | Kosovo                                                                | 0 – 1                                                                 | Grecia                                                                | UEFA Nations League 2022-2023 - 1º turno                              | -                                                                     |                                                                       |
| 9-6-2022                                                              | Volo                                                                  | Grecia                                                                | 3 – 0                                                                 | Cipro                                                                 | UEFA Nations League 2022-2023 - 1º turno                              | -                                                                     |                                                                       |
| 12-6-2022                                                             | Volo                                                                  | Grecia                                                                | 2 – 0                                                                 | Kosovo                                                                | UEFA Nations League 2022-2023 - 1º turno                              | -                                                                     | 90+8’                                                                 |
| 24-9-2022                                                             | Larnaca                                                               | Cipro                                                                 | 1 – 0                                                                 | Grecia                                                                | UEFA Nations League 2022-2023 - 1º turno                              | -1                                                                    |                                                                       |
| 27-9-2022                                                             | Atene                                                                 | Grecia                                                                | 3 – 1                                                                 | Irlanda del Nord                                                      | UEFA Nations League 2022-2023 - 1º turno                              | -1                                                                    |                                                                       |
| 24-3-2023                                                             | Faro                                                                  | Gibilterra                                                            | 0 – 3                                                                 | Grecia                                                                | Qual. Euro 2024                                                       | -                                                                     |                                                                       |
| 27-3-2023                                                             | Atene                                                                 | Grecia                                                                | 0 – 0                                                                 | Lituania                                                              | Amichevole                                                            | -                                                                     |                                                                       |
| 16-6-2023                                                             | Atene                                                                 | Grecia                                                                | 2 – 1                                                                 | Irlanda                                                               | Qual. Euro 2024                                                       | -1                                                                    |                                                                       |
| 19-6-2023                                                             | Saint-Denis                                                           | Francia                                                               | 1 – 0                                                                 | Grecia                                                                | Qual. Euro 2024                                                       | -1                                                                    |                                                                       |
| 7-9-2023                                                              | Eindhoven                                                             | Paesi Bassi                                                           | 3 – 0                                                                 | Grecia                                                                | Qual. Euro 2024                                                       | -3                                                                    |                                                                       |
| 10-9-2023                                                             | Atene                                                                 | Grecia                                                                | 5 – 0                                                                 | Gibilterra                                                            | Qual. Euro 2024                                                       | -                                                                     |                                                                       |
| 13-10-2023                                                            | Dublino                                                               | Irlanda                                                               | 0 – 2                                                                 | Grecia                                                                | Qual. Euro 2024                                                       | -                                                                     |                                                                       |
| 16-10-2023                                                            | Atene                                                                 | Grecia                                                                | 0 – 1                                                                 | Paesi Bassi                                                           | Qual. Euro 2024                                                       | -1                                                                    |                                                                       |
| 17-11-2023                                                            | Atene                                                                 | Grecia                                                                | 2 – 0                                                                 | Nuova Zelanda                                                         | Amichevole                                                            | -                                                                     |                                                                       |
| 21-11-2023                                                            | Atene                                                                 | Grecia                                                                | 2 – 2                                                                 | Francia                                                               | Qual. Euro 2024                                                       | -                                                                     |                                                                       |
| 21-3-2024                                                             | Atene                                                                 | Grecia                                                                | 5 – 0                                                                 | Kazakistan                                                            | Qual. Euro 2024                                                       | -                                                                     |                                                                       |
| 26-3-2024                                                             | Tbilisi                                                               | Georgia                                                               | 0 – 0 dts (4 – 2 dtr)                                                 | Grecia                                                                | Qual. Euro 2024                                                       | -                                                                     |                                                                       |
| 7-6-2024                                                              | Mönchengladbach                                                       | Germania                                                              | 2 – 1                                                                 | Grecia                                                                | Amichevole                                                            | -1                                                                    | 78’                                                                   |
| 7-9-2024                                                              | Il Pireo                                                              | Grecia                                                                | 3 – 0                                                                 | Finlandia                                                             | UEFA Nations League 2024-2025 - 1º turno                              | -                                                                     |                                                                       |
| 10-9-2024                                                             | Dublino                                                               | Irlanda                                                               | 0 – 2                                                                 | Grecia                                                                | UEFA Nations League 2024-2025 - 1º turno                              | -                                                                     |                                                                       |
| 10-10-2024                                                            | Londra                                                                | Inghilterra                                                           | 1 – 2                                                                 | Grecia                                                                | UEFA Nations League 2024-2025 - 1º turno                              | -1                                                                    |                                                                       |
| 13-10-2024                                                            | Atene                                                                 | Grecia                                                                | 2 – 0                                                                 | Irlanda                                                               | UEFA Nations League 2024-2025 - 1º turno                              | -                                                                     |                                                                       |
| 14-11-2024                                                            | Amarousio                                                             | Grecia                                                                | 0 – 3                                                                 | Inghilterra                                                           | UEFA Nations League 2024-2025 - 1º turno                              | -3                                                                    | [ 16 ]                                                                |
| 17-11-2024                                                            | Helsinki                                                              | Finlandia                                                             | 0 – 2                                                                 | Grecia                                                                | UEFA Nations League 2024-2025 - 1º turno                              | -                                                                     |                                                                       |
| Totale                                                                |                                                                       | Presenze                                                              | 48                                                                    |                                                                       | Reti                                                                  | -34                                                                   |                                                                       |

## Palmarès

### Club

#### Competizioni nazionali
- Campionato portoghese: 2

Benfica: 2018-2019, 2022-2023
- Supercoppa di Portogallo: 2

Benfica: 2019, 2023
- Coppa di Lega inglese: 1

Newcastle: 2024-2025

### Nazionale
- Campionato d'Europa Under-21: 1

Polonia 2017